# محمدرضا نیکفر
محمّدرضا نیکفر (زاده ۱۳۳۵)، پژوهشگر فلسفه، فعال چپ‌گرای ایرانی است. حوزه‌هایی که وی به آن می‌پردازد: سکولاریسم، حقوق بشر، اقتصاد سیاسی و دین است. او سردبیر رادیو زمانه از فوریه ۲۰۱۲ تا هم‌اکنون است.

## زندگی
محمدرضا نیکفر در سال ۱۳۳۵ در اراک، مرکز استان مرکزی به دنیا آمد. او در نوجوانی مدت کوتاهی را برای تحصیل علوم دینی به حوزه رفت. نیکفر از حدود ۱۵ سالگی فعالیت سیاسی گروهی و تشکیلاتی در جریان چپ و مبارزه با پهلوی را آغاز کرد و جذب سازمان فدائیان خلق شد. به گفته خودش، در این دوران کتاب‌های علی شریعتی را به برخی مخالف حکومت در میان بچه‌های حجتیه می‌دادند. پس از اتمام دوره دبیرستان، در سال ۱۳۵۴ به دانشگاه پلی‌تکنیک تهران رفت و در رشته مهندسی شیمی تحصیل کرد و فعالیت‌های سیاسی خودش در مخالفت با حکومت وقت را در آنجا پی گرفت. پس از وقوع انقلاب ایران، به دلیل عدم فضای مناسب، تصمیم گرفت که برای ادامه زندگی به کشور آلمان برود. او سپس در آلمان تصمیم گرفت که از فضای مهندسی دور شود و با یادگیری زبان آلمانی به تحصیل در رشته‌های فلسفه، علوم سیاسی و مطالعات خاورمیانه بپردازد. محمدرضا نیکفر دکترای خود را از دانشگاه کلن در رشتهٔ فلسفه با رساله‌ای در مورد افکار مارتین هایدگر گرفته است.

## اندیشه‌ها

### مخالفت با ایدئولوژی ناسیونالیسم
نیکفر با هرگونه ایدئولوژیِ هویت‌مدار اعم از دین یا ناسیونالیسم مخالف است و یکی از افراد ناسیونالیسم‌ستیز در ایران معاصر است و به همین دلیل از یک‌سو مدافع حقوق اقلیت‌ها است و از طرفی دیگر جدایی‌خواهی را به نقد می‌کشد و با راه‌های ناسیونالیستی از قبیل جدایی‌خواهی برای دست‌یابی به حقوق اقلیت مخالفت می‌کند. به گفته خودش، همین مخالفت با ناسیونالیسم در همه انواع و اشکال آن باعث شده است که هم پان‌ایرانیست‌ها و هم جدایی‌طلبان و تجزیه‌طلبان، تفکر او را دشمن مشترک خود بدانند.
نیکفر به بحران هویت ایرانی و انتگراسیون به عنوان یک عارضهٔ ناخواستهٔ سکولارسازیِ جامعه ایرانی که اگر به درستی و بر بنیاد تئوری‌های عدالت حل نشود، یک‌پارچگی سرزمینی ایران را تهدید می‌کند، توجه نشان داده است. نیکفر هویت ایرانی را یک هویت فرهنگی-تاریخی-میهنی می‌داند و بر تقلیل‌ناپذیریِ هویت ایرانی به مرزهای دولت ایران تأکید می‌کند. او از کتاب‌های درسی تاریخ در کشورهای خاورمیانه از جمله ایران به خاطر ارائه دادن یک هویت ملی مبتنی بر جنگ و نفرت از همسایگان انتقاد کرده. بدیل او این است که هویت ایرانی به عنوان فراورده‌های فرهنگی مردم ایران در تاریخ انسانی شناخته شود، و تاریخ ایران نه شرحِ احساسی از جنگ‌ها و تاریخ سلطنت‌ها و سیره پادشاهان بلکه با محوریت فرهنگ و ادبیات و تمدن مردم ایران و بر اساس مکتب تاریخ از پایین (History from below) در تاریخ اجتماعی تدوین گردد و این‌چنین، مشکل انتگراسیون اجتماعی و همبستگی ایرانی قابل حل خواهد بود. برای نمونه، او معتقد است که حافظ شیرازی نماد هویت فرهنگی ایرانی است، نه پادشاهان و امپراطورها. یا در مثالی دیگر، نیکفر از فرج‌الله میزانی جوانشیر به نیکی یاد می‌کند، که با نگارش کتاب حماسه داد: بحثی در محتوای سیاسی شاهنامه کوشید تا در برابر خوانش‌های نژادی و سلطنت‌طلبانه‌ای که از این کتاب ارائه می‌شد، یک خوانش مردمی و عدالت‌طلبانه از شاهنامه ابوالقاسم فردوسی ارائه بدهد، و به نوعی شاهنامه را به یک حماسه مردمی و انسانی تبدیل کند.

### نظریه سکولاریسم برای ایران
آن دنیای برزخی، یک مرحلهٔ عدمی است، مرحلهٔ معدوم شدن و از نو آفریده شدن است. دنیای واقعی و هنجارهای آن به دنبال این مرحله شکل می‌گیرند. در این مرحلهٔ انهدام و خلق دوباره، اخلاق وجود ندارد. ابعاد این مرحلهٔ نیستی را بزرگ می‌کنیم، چنان بزرگ که به دنیاهای سیستم‌های بزرگ مابعدالطبیعی و الهیاتی در مرحلهٔ خلق جهان برسیم. این کار موجه است، زیرا انسان‌ها خدایان را به صورت خود می‌سازند و آن خدایان چون ساخته شدند، آن‌گاه که در مرحلهٔ چیرگی دین‌های منسجم نوبت به آنان رسد، انسان‌هایی را می‌سازند به صورت خود؛ بنابراین حق داریم از منشأ الهیاتی آفرینش‌گری بازجویان در حکومت الهی بپرسیم و بر این قرار حق داریم برای فهم دنیای برزخی شکنجه به کاوش در سیستم‌های بزرگ مابعدالطبیعی و الاهیاتی بپردازیم. با زندان‌شناسی خداشناسی می‌کنیم و با خداشناسی زندان‌شناسی…
محمدرضا نیکفر، مقاله الهیات شکنجه

نیکفر یک خداناباور است و از منتقدان اسلام محسوب می‌شود و نظریه سکولاریسم خود را با توجه به جامعه ایران ارائه داده است که مبانی فلسفی آن به‌طور عمده در مقاله معروف او، الهیات شکنجه، تشریح شده است و نظریه سیاسی او به‌طور عمده در طرح یک نظریهٔ بومی دربارهٔ سکولاریزاسیون بسط یافته است. او در الهیات شکنجه، تقریری از مسئله شر و پدیدارشناسی آن در نمودِ الهیات سیاسی را بررسی می‌کند و در پایان به نوعی جهان‌بینی سکولار می‌رسد.
نیکفر دین اسلام را دین تبعیض‌های دینی و جنسی می‌داند و فمینیسم و برابرحقوقی جنسی را به عنوان بخشی از سکولاریسم در ایران می‌شناسد. تبیین او از سکولاریسم در ایران بسیار مورد توجه (و انتقادِ روشن‌فکران دینی) قرار گرفته. او سکولاریسم را دوره‌ای می‌نامد که افراد خودشان هر دینی که دوست دارند را مطابق با میل خود طراحی می‌کنند. نیکفر از منتقدان روشن‌فکری دینی است و پروژهٔ اصلاح دینی در اسلام را ممتنع و ناشدنی می‌داند و در این باره گفته است که «شریعت اسلام فراموش‌شدنی است، نه اصلاح‌شدنی».

## سخنان
از سخنان محمدرضا نیکفر:
- «دین‌خویی» به تعریف دوستدار آن رفتاری است که «امور را بدون پرسش و دانش می‌فهمد». بر این قرار «دین‌خویی» عامل اصلی ناممکن بودن پرسش‌گری و اندیشه‌ورزی در میان ما می‌شود. این مفهوم رابطهٔ تنگاتنگی با فلسفهٔ آگاهی بنابر درک دوستدار دارد. ما سه حالت را برمی‌رسیم: دین‌خو نوعی سوژه (نهاد) است، دین‌خویی نوعی کنش است، دین‌خویی نوعی منش است.[۱۶]
- اینجا مسئله‌ای وجود دارد که جامعه‌شناسی آن را حل نمی‌کند، اما خود جامعه‌شناسی را در عوض به مسئله تبدیل می‌سازد. پدیده اول فاشیسم بود و پدیدهٔ دوم، اسلامیسم جدید است. اسلامیسمی که اعلام حضور برجسته آغازین‌اش انقلاب اسلامی ایران و تشکیل جمهوری اسلامی و آخرین مظهرش داعش است … نشان دادن اینکه در ایران مسئله‌ای وجود دارد، اینکه انقلاب اسلامی همانند فاشیسم مسئله‌ای تراز اول و مسئله ساز است، کمترین سهمی است که ما می‌توانیم به علوم انسانی جهانی ادا کنیم.[۱]
- دین‌فروشی سر تا پای جامعه را دربر گرفته، یعنی ابتدا دین تبدیل به یک ارزش شد؛ یعنی یک ارزشی که خودی و غیرخودی را از هم متمایز می‌کرد و بر مبنای آن امتیاز داده‌شد و وقتی این را جامعه دید، آموزش دادند در عمل به جامعه که برای طی سلسله مواهب، گرفتن امتیاز می‌بایست این ارزش را به نمایش بگذارند. این تظاهر کردن و به نمایش گذاشتن شروع شد. حکام تحمیل کردند این مسئله را به مردم و مردم دورویی و ریا را از این سیستم فرا گرفتند. قبلاً هم در طول تاریخ سابقه داشت؛ یعنی شما اگر به ادبیات فارسی نگاه کنید، جاهایی که انسان‌های آزاده‌ای مثل حافظ از دست دورویی و ریا شکوه می‌کنند، درست همان جایی است که فقیهان و محتسبان عرصه را بر مردم تنگ کرده‌اند.[۱۷]

## آثار
از محمدرضا نیکفر چندین کتاب و مقالات متعددی در نشریات «نگاه نو»، «کیان»، «آفتاب»، «مدرسه» و سایت‌های «نیلگون»، «زمانه» و «بی‌بی‌سی» به چاپ رسیده است.
نشریهٔ فرهنگی «نگاه نو» (تهران) در سال ۱۳۸۶ محمدرضا نیکفر را به عنوان بهترین نویسندهٔ سال این مجله برگزید.

### کتاب به زبان فارسی
- خشونت، حقوق بشر، جامعه مدنی. تهران: طرح‌نو، ‏‫‏۱۳۷۸. شابک ‎‭۹۶۴-۵۶۲۵-۶۴-۵
- ایدئولوژی ایرانی: در نقد آرامش دوستدار، چاپ اول: بهار ۱۳۹۹، نشر به صورت چاپی توسط انتشارات روناک، انتشار رایگانِ فایل کتاب توسط رادیو زمانه با تاییدِ نویسنده و ناشر.[۱۹] متن اولیه کتاب در ۱۳۸۳ نوشته شد. بخش‌هایی از این کتاب قبلاً در رادیو زمانه در قالب مقالات منتشر شده بود ولی کتاب کامل برای اولین‌بار در ۱۳۹۹ منتشر شد.

### ترجمه
- ش‍لای‍ش‍رت، ه‍وب‍رت. ش‍گ‍رده‍ا، ام‍ک‍ان‌ه‍ا و م‍ح‍دودی‍ت‌ه‍ای ب‍ح‍ث ب‍ا ب‍ن‍ی‍ادگ‍رای‍ان: درآم‍دی ب‍ر روش‍ن‍گ‍ری، ت‍ه‍ران: طرح ن‍و‏‫، ۱۳۸۰. شابک ‎‭۹۶۴-۷۱۳۴-۵۸-۴‬‬

### تالیفات به زبان آلمانی
- "Die Erörterung des Satzes vom Grund bei Martin Heidegger, Frankfurt/M: Peter Lang Verlag, 1997"
- "Heidegger, Hölderlin und der Antike Krug. Zu Heideggers alternativer Ästhetik, in: Paul Janssen u. Rudolf Wansing (Hg.): ErSchöpfungen, Philosophie im 20. "Jahrhundert in ihrem Verhältnis zur Kunst, Köln 1997
- "Präsenz der Gewalt, in: A. Mones u. R. Wansing (Hg.): Endlich Philosophieren, Köln 2002"

### مقالات مهم
- هویت و ایدئولوژی [۲۰]
- ذات یک پندار، انتقاد از ذات‌باوریِ اصلاح‌طلبانِ دینی در نمونهٔ سروش [۲۱]
- هرمنوتیک و اصلاح‌گری دینی (مجله نگاه نو)[۲۲]
- دین و حقوق بشر [۲۳]
- طرح یک نظریهٔ بومی دربارهٔ سکولاریزاسیون [۲۴]
- رژیم و ایدئولوژی تبعیض [۲۵]
- الاهیات شکنجه[۲۶]
- سلسله مقالات نقد کتاب امتناع تفکر در فرهنگ دینی نوشته آرامش دوستدار[۲۷]